# Tuffi ai Giochi della XVIII Olimpiade - Piattaforma 10 metri femminile
Il concorso dei tuffi dalla piattaforma 10 metri femminile dei Giochi olimpici di Tokyo 1964 si è svolto il 15 ottobre 1964. Hanno partecipato 24 atlete, provenienti da 11 differenti nazioni. Le atlete che hanno ottenuto il miglior punteggio nel turno preliminare si sono qualificate alla finale che ha attribuito le medaglie.
La medaglia d'oro è stata vinta dalla statunitense Lesley Bush che ha preceduto la tedesca campionessa olimpica in carica Ingrid Engel-Krämer e la sovietica Galina Alekseeva.

## Formato
La competizione è stata divisa in due fasi:
1. Preliminare
Le tuffatrici hanno eseguito tre tuffi obbligatori con limiti di difficoltà ed un tuffo libero senza limiti di difficoltà. Le migliori dodici atlete hanno avuto accesso alla fase di finale.

1. Finale
Le tuffatrici hanno eseguito un tuffo obbligatorio con limite di difficoltà e due tuffi liberi senza limiti di difficoltà.

La classifica finale è stata determinata dalla somma dei punteggi del turno preliminare e della finale.

## Risultati

### Preliminare
| Pos. | Atleta               | Nazione          | Totale | Tuffi | Tuffi | Tuffi | Tuffi |
| Pos. | Atleta               | 1º               | Totale | 2º    | 3º    | 4º    |       |
| ---- | -------------------- | ---------------- | ------ | ----- | ----- | ----- | ----- |
| 1    | Lesley Bush          | Stati Uniti      | 53,78  | 12,16 | 13,20 | 11,52 | 16,90 |
| 2    | Galina Alekseeva     | Unione Sovietica | 53,02  | 8,80  | 13,30 | 11,68 | 19,24 |
| 3    | Ingrid Engel-Krämer  | Germania         | 52,98  | 11,36 | 13,30 | 11,68 | 16,64 |
| 4    | Tatyana Dzheneyeva   | Unione Sovietica | 51,91  | 10,88 | 13,11 | 10,88 | 17,04 |
| 5    | Natalya Lobanova     | Unione Sovietica | 49,89  | 11,20 | 13,49 | 11,04 | 14,16 |
| 6    | Christiane Lanzke    | Germania         | 49,69  | 11,04 | 11,21 | 11,36 | 16,08 |
| 7    | Ingeborg Pertmayr    | Austria          | 49,50  | 10,72 | 12,20 | 10,72 | 15,86 |
| 8    | Delia Reinhard       | Germania         | 47,83  | 10,24 | 13,49 | 10,24 | 13,86 |
| 9    | Linda Cooper         | Stati Uniti      | 47,80  | 9,92  | 12,20 | 10,72 | 14,96 |
| 10   | Carol Ann Morrow     | Canada           | 47,62  | 9,38  | 12,80 | 10,08 | 15,36 |
| 11   | Barbara Talmage      | Stati Uniti      | 47,28  | 9,12  | 10,80 | 11,04 | 16,32 |
| 12   | Robyn Bradshaw       | Australia        | 46,58  | 10,24 | 11,78 | 10,40 | 14,16 |
| 13   | Elisabeth Svoboda    | Austria          | 46,10  | 10,40 | 11,78 | 9,28  | 14,64 |
| 14   | Frances Cramp        | Gran Bretagna    | 45,48  | 7,68  | 11,40 | 10,08 | 16,32 |
| 15   | Keiko Osaki          | Giappone         | 45,20  | 9,60  | 10,00 | 10,88 | 14,72 |
| 16   | Hatsuko Kawai-Hirose | Giappone         | 45,00  | 8,32  | 12,96 | 9,92  | 13,80 |
| 17   | Kirsten Velin        | Danimarca        | 43,85  | 8,06  | 11,59 | 10,40 | 13,80 |
| 18   | Kumiko Watanabe      | Giappone         | 43,50  | 7,84  | 12,06 | 9,44  | 14,16 |
| 19   | Joy Newman           | Gran Bretagna    | 42,72  | 6,24  | 11,40 | 9,24  | 15,84 |
| 20   | Susan Knight         | Australia        | 41,84  | 8,32  | 11,78 | 10,08 | 11,66 |
| 21   | Ursula Sindelar      | Austria          | 40,22  | 5,92  | 11,02 | 10,40 | 12,88 |
| 22   | Sarie Bezuidenhout   | Rhodesia         | 37,59  | 7,93  | 7,56  | 8,68  | 13,42 |
| 23   | Judy Stewart         | Canada           | 36,47  | 7,67  | 9,20  | 8,68  | 10,92 |
| 24   | Chung Hee-Jung       | Corea del Sud    | 33,57  | 6,11  | 10,44 | 7,42  | 9,60  |

### Finale
| Pos.    | Atleta              | Nazione          | Prelim. | Tuffi | Tuffi | Tuffi | Finale | Totale |
| Pos.    | Atleta              | 1º               | Prelim. | 2º    | 3º    |       | Finale | Totale |
| ------- | ------------------- | ---------------- | ------- | ----- | ----- | ----- | ------ | ------ |
| Oro     | Lesley Bush         | Stati Uniti      | 53,78   | 13,30 | 17,76 | 14,96 | 46,02  | 99,80  |
| Argento | Ingrid Engel-Krämer | Germania         | 52,98   | 13,49 | 15,18 | 16,80 | 45,47  | 98,45  |
| Bronzo  | Galina Alekseeva    | Unione Sovietica | 53,02   | 12,92 | 15,34 | 16,32 | 44,58  | 97,60  |
| 4       | Linda Cooper        | Stati Uniti      | 47,80   | 12,92 | 19,50 | 16,08 | 48,50  | 96,30  |
| 5       | Christiane Lanzke   | Germania         | 49,69   | 13,30 | 15,41 | 14,52 | 43,23  | 92,92  |
| 6       | Ingeborg Pertmayr   | Austria          | 49,50   | 12,92 | 15,40 | 14,88 | 43,20  | 92,70  |
| 7       | Natalya Lobanova    | Unione Sovietica | 49,89   | 11,59 | 14,03 | 14,50 | 40,12  | 90,01  |
| 8       | Barbara Talmage     | Stati Uniti      | 47,28   | 12,16 | 13,78 | 16,38 | 42,32  | 89,60  |
| 9       | Robyn Bradshaw      | Australia        | 46,58   | 12,16 | 15,34 | 14,08 | 41,58  | 88,16  |
| 10      | Delia Reinhard      | Germania         | 47,83   | 12,92 | 14,16 | 11,88 | 38,96  | 86,79  |
| 11      | Carol Ann Morrow    | Canada           | 47,62   | 12,16 | 15,18 | 11,18 | 38,52  | 86,14  |
| 12      | Tatyana Dzheneyeva  | Unione Sovietica | 51,91   | 12,73 | 13,00 | 7,36  | 33,09  | 85,00  |